# Hardeknut
Knut III Hardeknut, född 1018, död 8 juni 1042, kung av Danmark. 
Knut III Hardeknut var son till Knut den store och Emma av Normandie, under faderns sista år lydkonung i Danmark. Vid faderns död 1035 blev han Danmarks kung. Hans halvbror Harald Harfot gjorde sig till herre i England, vilket egentligen var avsett för Hardeknut. 
Då den andre halvbrodern Sven 1036 fördrevs från Norge av Magnus den gode försökte Hardeknut erövra Norge för sin egen räkning. Men då båda konungarna med sina trupper möttes vid Göta älv, mäklade de istället fred med varandra och kom överens om att den som levde längst, och inte hade några legitima arvingar, skulle bli den andres efterträdare.
1039 drog Hardeknut med en flotta till Flandern där han hämtade sin moder, och därifrån mot England. Då han anlände dit, i juni 1040, var Harald Harfot redan död, varvid Hardeknut nu togs till konung av England. Han kastade broderns lik i Themsen och uppvisade ett allmänt våldsamt manér. 
1041 tillkallade han sin halvbror Edvard (från moderns första gifte) från Normandie och gjorde honom till sin medregent.

## Galleri

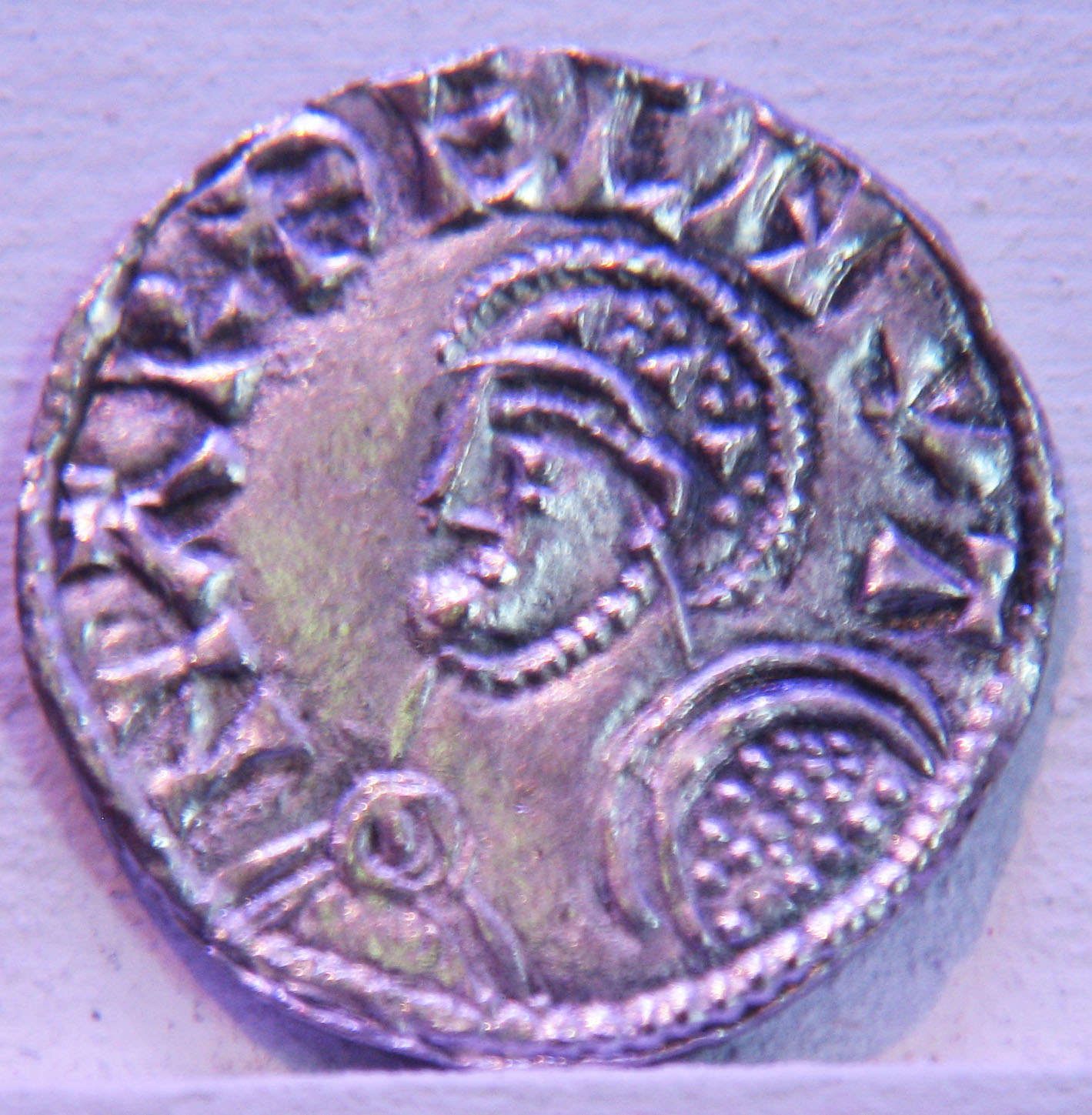
Mynt slaget för Hardeknut.